# پیماتونینگ نورت (پنسیلوانیا)
پیماتونینگ نورت (به انگلیسی: Pymatuning North) یک منطقهٔ مسکونی در ایالات متحده آمریکا است که در پنسیلوانیا واقع شده‌است. پیماتونینگ نورت ۴٫۹ کیلومتر مربع مساحت و ۳۱۱ نفر جمعیت دارد و ۳۲۳٫۰۹ متر بالاتر از سطح دریا واقع شده‌است.